# Rufus Jones
Nigel Rufus Jones (ur. 10 stycznia 1976) – grenadyjski lekkoatleta, sprinter. 
Podczas igrzysk olimpijskich w Atlancie (1996) biegł w grenadyjskiej sztafecie 4 x 400 metrów, która została zdyskwalifikowana w eliminacjach (Grenadyczyjscy uzyskali czas 3:13,67, a Jonesowi zmierzono na jego zmianie nieoficjalny rezultat 49,75).
W 1998 zajął 6. miejsce w biegu na 100 metrów podczas igrzysk Ameryki Środkowej i Karaibów.